# 武蔵野台 (福生市)
武蔵野台（むさしのだい）は、東京都福生市の町名。現行行政地名は武蔵野台一丁目及び武蔵野台二丁目。郵便番号は197-0013（あきる野郵便局管区）。

## 地理
福生市北部の高台に位置し、当市としては比較的大規模なマンションが多く建設されている。福生、加美平、羽村市神明台・双葉町と接する。北側は羽村・青梅工場団地の南端に位置し、市内の主要な工場が集中している。東側で、横田基地内の米軍住宅等に接している。

### 地価
住宅地の地価は2014年（平成26年）1月1日に公表された公示地価によれば武蔵野台2丁目8番9の地点で16万円/m2となっている。

## 歴史
大字福生字奈賀、字武蔵野のうち、主に1960年代なかばから後期にかけて土地区画整理事業をおこなった立川段丘北部が、1970年（昭和45年）7月1日の市制施行時と、1979年（昭和54年）2月1日に町名改称して、現町名になった。一部にかつて羽村町だった部分もあり、この部分は現在の羽村市神明台四丁目の一部（旧・福生市神明台四丁目）と交換されたものである。

## 世帯数と人口
2018年（平成30年）1月1日現在の世帯数と人口は以下の通りである。
| 丁目           | 世帯数    | 人口    |
| -------------- | --------- | ------- |
| 武蔵野台一丁目 | 1,829世帯 | 3,692人 |
| 武蔵野台二丁目 | 1,376世帯 | 2,651人 |
| 計             | 3,205世帯 | 6,343人 |

## 交通

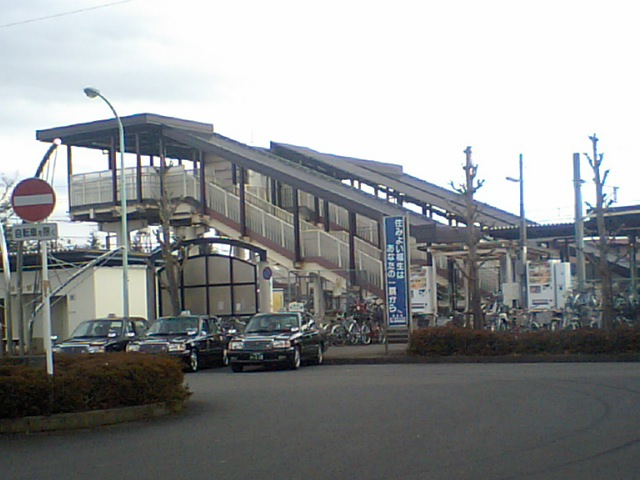
東福生駅西口

### 鉄道
- JR東日本八高線 - 東福生駅（武蔵野台1-1-7）

### 道路
- 東京都道249号福生青梅線（産業道路）

## 施設
官公庁
- 東京都水道局福生武蔵野台浄水所（武蔵野台2-32）

福祉
- 武蔵野台児童館（武蔵野台1-12-2）

生涯学習
- 武蔵野台図書館（武蔵野台1-12-2）
- 公民館松林分館、地区会館・松林会館（武蔵野台1-15-1）
- 福生地域体育館（武蔵野台1-8-7）
- 武蔵野台テニスコート（武蔵野台1-30）

公園
- 武蔵野台公園（武蔵野台1-30）
- 武蔵野台東公園（武蔵野台1-14）
- 武蔵野台南公園（武蔵野台2-9）

商業施設
- スーパー
  - マルフジ福生店（武蔵野台1-9-8）
- ディスカウントストア・量販店
  - ウエルシア（ドラッグストア）東福生店（武蔵野台1-8-10）
  - ブックオフ福生店（古本）（武蔵野台2-31-3）
- 外食
  - マクドナルド東福生マルフジ店（ファーストフード）（武蔵野台1-9-8、マルフジ福生店1F）
- コンビニ
  - セブンイレブン福生武蔵野台1丁目店 （武蔵野台1-15-4）
  - セブンイレブン福生武蔵野台店（武蔵野台1-25-3）